# Prieuré de Weston

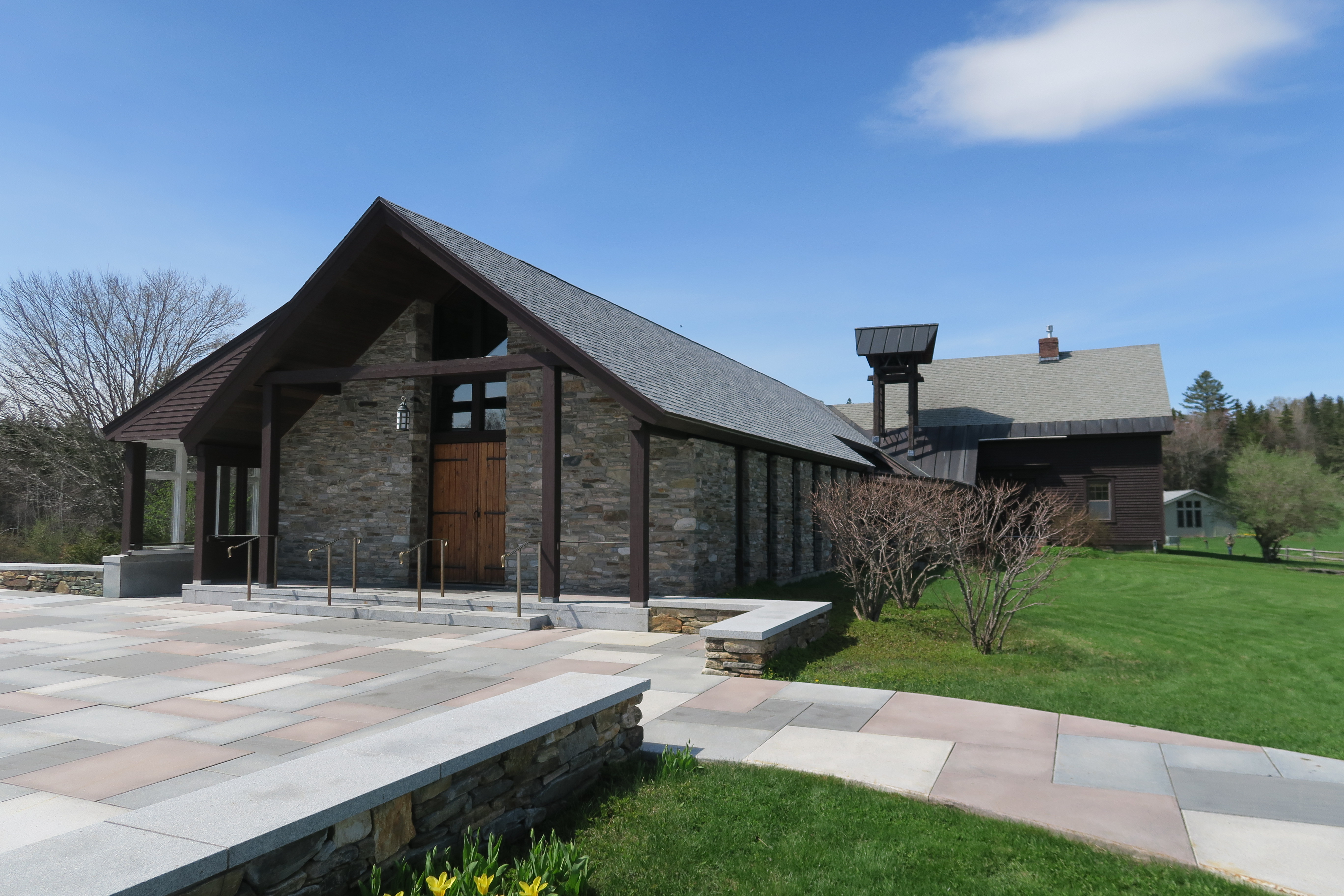
Chapelle du prieuré.

Le prieuré de Weston est un monastère bénédictin extra congregationes, dépendant directement de la confédération bénédictine. Il se trouve aux États-Unis, à Weston dans l'État du Vermont. Il comprend actuellement quinze moines.

## Histoire
Le prieuré a été fondé en 1953 par des moines de l'abbaye de la Dormition de Jérusalem menés par le P. Leon von Rudloff, osb. Les moines vivent la prière, l'étude et le travail. Ils assurent leur subsistance par l'organisation de retraites, la vente de produits monastiques (céramiques, croix de bois, livres, disques et vidéos, etc.).
Le prieuré est particulièrement connu pour sa musique, répandue par ses disques qu'il distribue, et pour son engagement pour la sauvegarde de la nature, ainsi que la préservation de la paix, spécialement en Amérique latine, où il est engagé dans des actions apostoliques.